# Варшавский 184-й пехотный полк
184-й пехотный Варшавский полк — пехотная воинская часть Русской императорской армии.
Полковой праздник: 27 марта.
Старшинство: 27 марта 1811 года.

## Формирование полка
Полк имеет старшинство со дня сформирования Черниговского внутреннего губернского полубатальона, то есть с 17 января 1811 г.; 27 марта того же года полубатальон был развёрнут в батальон, который 14 июля 1816 г. переименован в Черниговский внутренний гарнизонный батальон, 13 августа 1864 г. — в Черниговский губернский батальон, а 26 августа 1874 г. — в Черниговский местный батальон.
31 июля 1877 г. из половины батальона был сформирован 28-й резервный пехотный батальон, а 1 апреля 1878 г. вторично выделен полубатальон для сформирования 106-го резервного пехотного батальона. 31 августа 1878 г. батальон переименован в пятиротный 65-й резервный пехотный (кадровый) батальон, которому 31 марта 1880 г. пожаловано простое знамя.
25 марта 1891 г. батальон наименован 173-м пехотным резервным Варшавским полком и развёрнут в двухбатальонный полк, на сформирование которого пошли, кроме рот батальона, ещё роты Севастопольского крепостного пехотного батальона и Ивангородского крепостного пехотного батальона.
1 января 1898 г. полк назван 184-м пехотным резервным Варшавским полком.
Во время войны с Японией полк 4 июля 1905 г. был развёрнут в пехотный полк четырёхбатальонного состава; 15 марта 1906 г. снова сведён в двухбатальонный состав и назван резервным. 14 ноября 1910 г. переформирован в четырёхбатальонный пехотный полк.
Вплоть до Первой мировой войны полк в кампаниях не участвовал.
Полк получил своё наименование в воспоминание взятия Варшавы приступом 25 и 26 августа 1831 г. (во время Польского восстания 1830—1831 гг.); поэтому и полковой праздник его установлен 26 августа. Высочайшим приказом 27 марта 1911 г. полку по случаю 100 лет со времени его учреждения пожаловано новое знамя с юбилейной лентой и надписью «1811—1911».
Участие в боевых действиях Первой мировой войны
Полк – участник Таневского сражения 18 – 25 июня 1915 г.

## Знаки отличия
1. В 3-м батальоне знаки отличия (нагрудные у офицеров, на головные уборы у нижних чинов) с надписью: «За отличіе въ войну съ Японіей въ 1904 и 1905 годахъ». Высочайший приказ 30 июля 1911 года.

## Командиры полка
- 21.02.1905 — 10.08.1910 — полковник Матвеев, Михаил Львович
- 10.08.1910 — 23.08.1913 — полковник Чистяков, Александр Степанович[6]
- 11.09.1913 — 30.08.1915 — полковник Воронцов-Вельяминов, Константин Васильевич[7]
- 22.09.1915 — 21.07.1916 — полковник Бурман, Александр Владимирович
- 19.10.1916 — 04.06.1917 — полковник Бронский, Вячеслав Михайлович[8]
- 04.06.1917 — хх.хх.хххх —  подполковник (с 23.06.1917 полковник) Третьяков, Николай Ермилович

## Известные люди, служившие в полку
- Аргеев, Павел Владимирович — русский лётчик-ас.
- Калинин, Константин Алексеевич — советский авиаконструктор.